# Agnes Kirsopp Lake Michels
Agnes Kirsopp Lake Michels (Geburtsname Agnes Freda Isabel Kirsopp Lake, * 31. Juli 1909 in Leiden, Niederlande; † 30. November 1993 in Chapel Hill, North Carolina) war eine US-amerikanische Klassische Philologin und Religionswissenschaftlerin.

## Leben
Agnes Freda Isabel Kirsopp Lake war die Tochter des Neutestamentlers Kirsopp Lake (1872–1946) und seiner Frau Helen Courthope Forman Lake (1874–1958). Ihr Vater wirkte als Professor an der Universität Leiden und ab 1914 an der Harvard University. So wuchs Agnes Kirsopp Lake in Leiden und Cambridge (Massachusetts) auf. Sie studierte Klassische Philologie am Bryn Mawr College, wo sie 1930 den Bachelorgrad und 1931 den Mastergrad erlangte. Nach einem Studienjahr in Rom (als Fellow der American Academy in Rome) absolvierte sie ein Promotionsstudium am Bryn Mawr College, das sie 1934 mit dem Ph. D. abschloss. Ab 1941 war sie mit dem Physiker Walter Christian Michels (1906–1975) verheiratet.
Nach der Promotion lehrte Agnes Kirsopp Lake als Dozentin am Bryn Mawr College, dem sie ihr Leben lang verbunden blieb. 1938 wurde sie zum Assistant Professor of Latin ernannt, 1946 zum Associate Professor, 1955 zum Professor. Von 1964 bis zu ihrem Eintritt in den Ruhestand 1975 war sie Leiterin der Abteilung für Klassische Philologie. Während dieser Zeit erhielt sie 1953/54 eine Unterstützung der Carnegie Foundation for the Advancement of Education und 1960/61 ein Guggenheim-Stipendium. 1969 war sie Martin Lecturer am Oberlin College und hielt dort eine Vortragsreihe mit dem Titel Rome and the Gods. 1970 lud die Johns Hopkins University sie als Andrew W. Mellon Professor in the Humanities ein. Sie war langjähriges Mitglied der American Philological Association, von der sie 1970 mit dem Goodwin Award ausgezeichnet wurde und der sie 1972 als Präsidentin vorstand.
Nach ihrer Pensionierung zog sie nach Chapel Hill. Sie setzte ihre Forschungs- und Vortragstätigkeit fort und hielt Lehrveranstaltungen an der Duke University und an der University of North Carolina at Chapel Hill ab.
Ihr Forschungsschwerpunkt war die Römische Religion, mit der sich Michels seit ihrem Studium in Rom und Bryn Mawr (bei Lily Ross Taylor) beschäftigte. Sie veröffentlichte in diesem Bereich viele Aufsätze sowie eine Monografie, The Calendar of the Roman Republic (1967).

## Schriften (Auswahl)
- The Calendar of the Roman Republic. Princeton 1967